# Nicola Squitti di Palermiti e Guarna

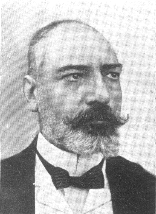
Nicola Squitti di Palermiti e Guarna

Nicola Squitti, Barone di Palermiti e Guarna (Geburtsname: Nicola Squitti; * 26. Juli 1853 in Maida; † 1. März 1933 in Rom) war ein italienischer Diplomat und Politiker im Königreich Italien, der unter anderem von 1912 bis 1916 Gesandter in Serbien sowie 1920 bis zu seinem Tode 1933 Mitglied des Senats (Senato del Regno) war.

## Leben
Nicola Squitti, eines von drei Kindern von Tommaso Squitti und dessen Ehefrau Rosina Assanti, absolvierte ein Studium der Rechtswissenschaften an der Universität Neapel, das er mit einem Laurea in giurisprudenza beendete. Daraufhin trat er am 30. Januar 1876 in den diplomatischen Dienst des Außenministeriums (Ministero degli affari esteri) ein und wurde am 10. Februar 1876 zum Konsulat in Alexandria sowie im Anschluss am 29. Juni 1877 zum Konsulat in Port Said versetzt, ehe er am 31. Dezember 1877 zum Konsulat in Rustschuk wechselte. Nach seiner Ernennung zum Vizekonsul Dritter Klasse am 18. April 1879 war er vom 29. August 1879 bis zum 20. April 1884 am Konsulat in Sofia tätig. Nachdem er am 20. April 1884 zum Vizekonsul Zweiter Klasse ernannt worden war, wechselte er am 9. Juli 1884 an das Konsulat in Philadelphia. Während dieser Zeit wurde er am 1. September 1884 Ritter des Ordens der Krone von Italien und durch ein Königliches Dekret vom 13. Juli 1886 als Barone di Palermiti e Guarna in den Adelsstand erhoben. Am 24. Juni 1888 wurde er zum Vizekonsul Erster Klasse ernannt und wurde am 20. April 1889 erst zum Konsulat in Tunis sowie kurz darauf am 14. Juli 1889 zum Konsulat in Melbourne versetzt, an dem er bis zum 15. April 1894 tätig war.
Am 15. April 1894 erfolgte seine Ernennung zum Konsul Zweiter Klasse, woraufhin er zwischen dem 2. Dezember 1894 und dem 23. Oktober 1902 Konsul in Odessa war. Für seine Verdienste in dieser Zeit wurde er am 21. Juni 1896 Ritter des Ordens der Heiligen Mauritius und Lazarus sowie am 24. Juni 1900 auch Offizier des Ordens der Krone von Italien. Er wurde am 23. Oktober 1901 zum Konsul Erster Klasse ernannt und am 23. Oktober 1902 Konsul in der damaligen Reichsunmittelbaren Stadt Triest, die heute zu Oberitalien gehört. In dieser Funktion wurde er am 6. Juni 1901 auch Offizier des Ordens der Heiligen Mauritius und Lazarus und am 23. Februar 1905 zum Generalkonsul Zweiter Klasse ernannt. Am 21. Mai 1908 wurde er Generalkonsul in Cetinje, der Hauptstadt des Fürstentums Montenegro. Als solcher wurde er am 3. Juni 1909 Kommandeur des Ordens der Krone von Italien sowie am 19. Februar 1911 des Weiteren Kommandeur des Ordens der Heiligen Mauritius und Lazarus.
Am 18. Juni 1911 wurde Nicola Squitti di Palermiti e Guarna zum Gesandten Erster Klasse ernannt und fungierte zwischen dem 22. Juli 1912 und dem 28. Dezember 1916 als außerordentlicher Gesandter und bevollmächtigter Minister im Königreich Serbien. Er wurde am 23. Dezember 1915 auch Großoffizier des Ordens der Krone von Italien und bekam zudem am 7. Januar 1917 das Großkreuz dieses Ordens verliehen.
Am 3. Oktober 1920 wurde er zum Mitglied des Senats (Senato del Regno) ernannt und gehörte diesem vom 10. Dezember 1920 bis zu seinem Tode am 1. März 1933 an. Im Senat war er zunächst Liberaldemokrat, ehe er sich später der Demokratischen Union (Unione democratica) anschloss, und zwischen dem 16. Juni 1921 und dem 10. Dezember 1923 Mitglied des Auswärtigen Ausschusses (Commissione per la politica estera). Aus seiner Ehe mit Ermenegilda „Gilda“ Assereto gingen die beiden Töchter Eleonora und Maria Adelaide hervor. Eleonora war die Ehefrau des Diplomaten Bonifacio Pignatti Morano di Custoza, der unter anderem 1924 Gesandter in der Tschechoslowakei, von 1929 bis 1932 Botschafter in Argentinien, zwischen 1932 und 1935 Botschafter in Frankreich sowie von Botschafter beim Heiligen Stuhl war.